# 公子燮 (蔡国)
公子燮（？—前553年），春秋时期蔡国的公子。楚国侵略蔡国，前565年，郑国子国（公子发）、子耳（公孙辄）入侵蔡国，把蔡国司马公子燮俘虏。郑国人都很高兴，只有子产忧虑。蔡文侯想归附晋国，没有成功。前553年，公子燮想继承蔡文侯归附晋国，被蔡国人所杀，其弟公子履出奔楚。